# Petit Marché (Saint-Denis)

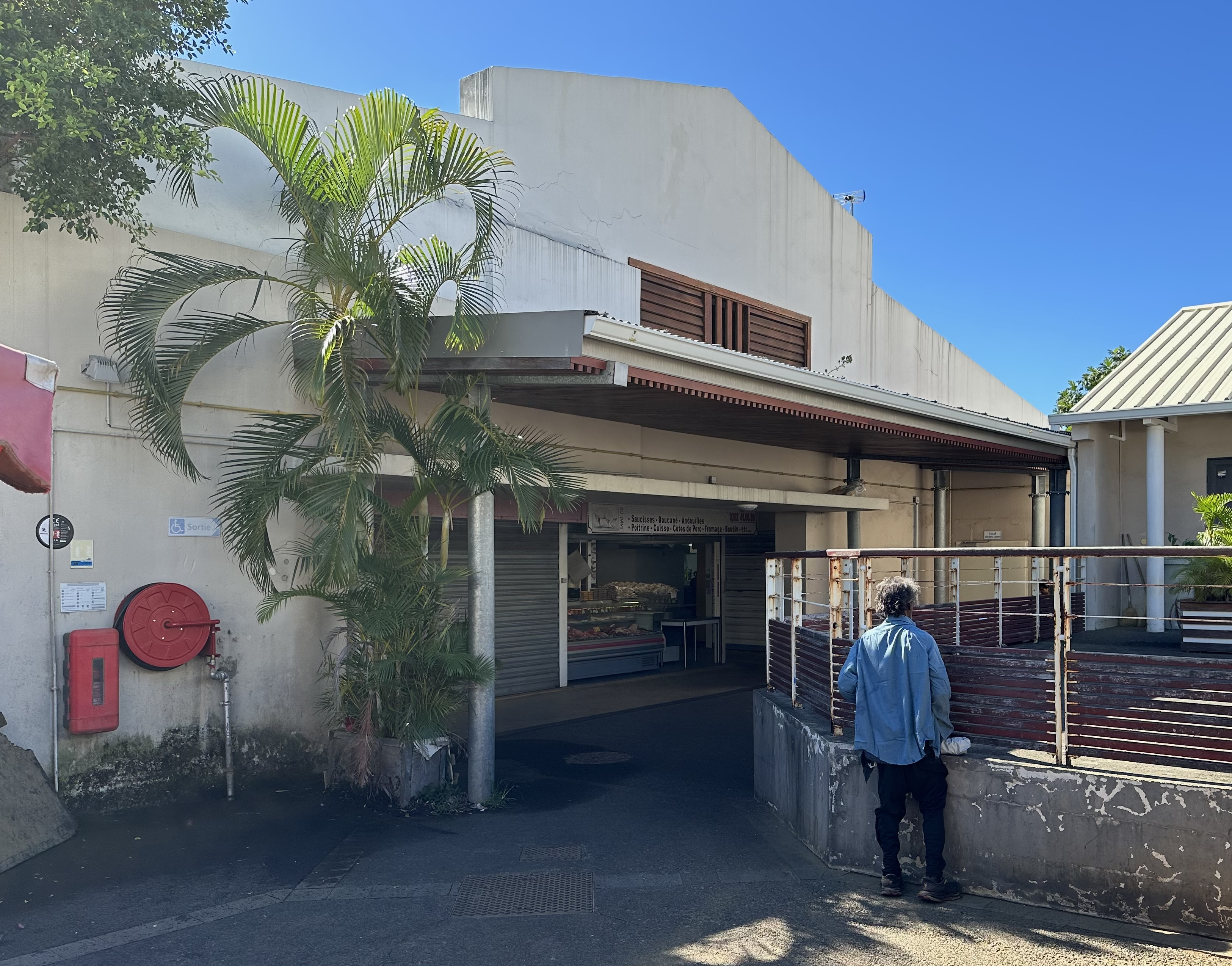
Rückseitiger Eingang zum Petit Marché, 2024

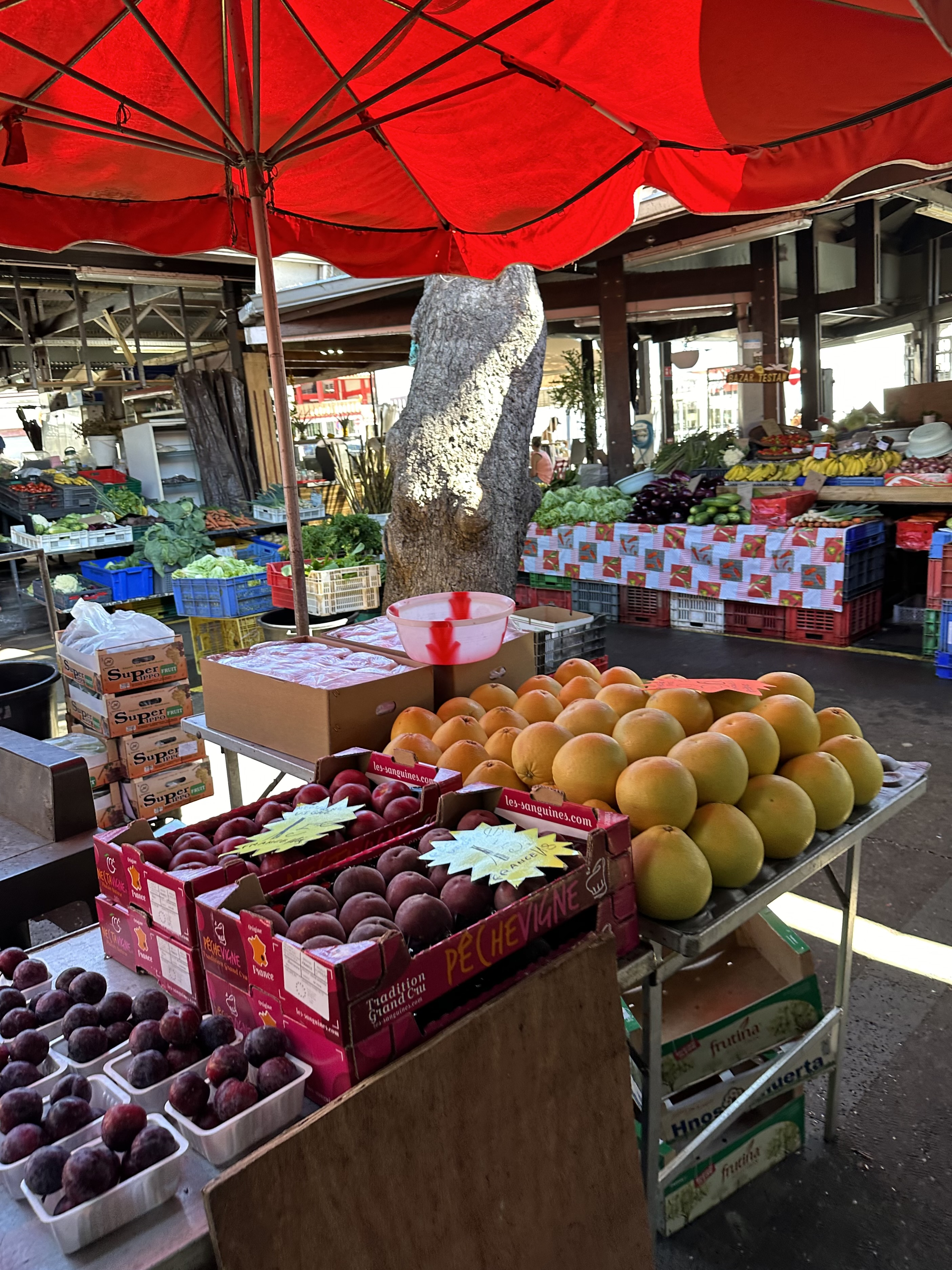
Marktstände auf der Südseite der Markthalle

Der Petit Marché (deutsch Kleiner Markt) ist ein Markt in Saint-Denis auf der französischen Insel Réunion.

## Lage
Der Markt befindet sich im östlichen Teil der Rue du Maréchal-Leclerc auf deren Südseite an der Einmündung der Rue Sainte-Anne, an der Adresse 174 rue du Maréchal-Leclerc.

## Architektur und Geschichte
Am 23. Juli 1883 wurde der Markt eröffnet. Der von der Stadt betriebene Markt beherbergte in einer hölzernen Halle die Stände der Gemüse- und Fleischhändler. Der Name als Petit, also Kleiner Markt, versteht sich als Abgrenzung zum am westlichen Ende der Rue du Maréchal-Leclerc gelegenen Grand Marche. Im Jahr 1941 wurde die alte Halle unter Armand Barau durch eine neue Halle in massiver Bauweise ersetzt. Bedeckt ist der Bau von einem Metalldach. Die Fassadengestaltung erinnert mit ihren Linien dabei an traditionelle Holzbauten. Nach Süden schließen sich überdachte Stände an. 2014 wurde der Markt renoviert.
Im Markt werden auch weiterhin vor allem Lebensmittel verkauft. Neben Früchten und Gemüse gibt es auch Fisch, Fleisch sowie Blumen. Außerdem werden Gewürze und lokales Kunsthandwerk angeboten.